# Hrvatska Dubica
Hrvatska Dubica – wieś w Chorwacji, w żupanii sisacko-moslawińskiej, w gminie Hrvatska Dubica. W 2011 roku liczyła 1040 mieszkańców.